# Kinosterninae
Kinosterninae vormen een onderfamilie van de familie modder- en muskusschildpadden (Kinosternidae). De groep werd voor het eerst wetenschappelijk beschreven door Louis Agassiz in 1857.
De verschillende soorten wijken af van de enige andere onderfamilie van modderschildpadden, Staurotypinae, doordat de schildlengtes over het algemeen wat kleiner blijven. De Kinosterninae komen voor van Noord-Amerika tot in de Amazonebekken, de Staurotypinae leven meer in het Caribisch gebied en de Golf van Mexico.
De Kinosterninae zijn omnivoor tot carnivoor en leven van kleine waterdieren als slakken en plantaardig materiaal. Het zijn zonder uitzondering slechte zwemmers die over de bodem lopen op zoek naar voedsel.

## Taxonomie
Onderfamilie Kinosterninae
- Geslacht Kinosternon
  - Soort Kinosternon acutum
  - Soort Kinosternon alamosae
  - Soort Kinosternon angustipons
  - Soort Kinosternon arizonense
  - Soort Gestreepte modderschildpad (Kinosternon baurii)
  - Soort Kinosternon chimalhuaca
  - Soort Kinosternon creaseri
  - Soort Kinosternon dunni
  - Soort Kinosternon durangoense
  - Soort Gele modderschildpad (Kinosternon flavescens)
  - Soort Kinosternon herrerai
  - Soort Kinosternon hirtipes
  - Soort Kinosternon integrum
  - Soort Kinosternon leucostomum
  - Soort Kinosternon oaxacae
  - Soort Zuid-Amerikaanse modderschildpad (Kinosternon scorpioides)
  - Soort Kinosternon sonoriense
  - Soort Oostelijke modderschildpad (Kinosternon subrubrum)
- Geslacht Sternotherus
  - Soort Gekielde muskusschildpad (Sternotherus carinatus)
  - Soort Platte muskusschildpad (Sternotherus depressus)
  - Soort Kleine muskusschildpad (Sternotherus minor)
  - Soort Muskusschildpad (Sternotherus odoratus)